# Рожнівська сільська рада (Ічнянський район)
Рожні́вська сільська́ ра́да — адміністративно-територіальна одиниця та орган місцевого самоврядування в Ічнянському районі Чернігівської області. Адміністративний центр — село Рожнівка.

## Загальні відомості
- Територія ради: 65,497 км²
- Населення ради: 1 239 осіб (станом на 2001 рік)

Рожнівська сільська рада зареєстрована 1930 року. Стала однією з 27-ти сільських рад Ічнянського району і одна з 19-ти, яка складається більше, ніж з одного населеного пункту.
На території сільради діє Рожнівська ЗОШ І-ІІІ ст. і Рожнівський ДНЗ.

## Населені пункти
Сільській раді підпорядковані населені пункти:
- с. Рожнівка (963 особи)
- с. Довбні
- с. Максимівка (276 осіб)

## Склад ради
Рада складається з 14 депутатів та голови.
- Голова ради: Гавриш Василь Миколайович

### Керівний склад попередніх скликань
| Прізвище, ім'я, по батькові | Основні відомості                                                         | Дата обрання | Дата звільнення |
| --------------------------- | ------------------------------------------------------------------------- | ------------ | --------------- |
| Гавриш Василь Миколайович   | Сільський голова, 1955 року народження, освіта вища, член Народної партії | 26.03.2006   | 31.10.2010      |
| Гавриш Василь Миколайович   | Сільський голова, 1955 року народження, освіта вища, член Партії регіонів | 31.10.2010   |                 |

Примітка: таблиця складена за даними сайту Верховної Ради України

### Депутати
За результатами місцевих виборів 2010 року депутатами ради стали:

#### За суб'єктами висування
| Суб'єкт висування | Кількість обраних депутатів | %    |
| ----------------- | --------------------------- | ---- |
| Партія регіонів   | 10                          | 71,4 |
| Народна партія    | 3                           | 21,4 |
| Самовисування     | 1                           | 7,1  |

#### За округами
| № округу        | Прізвище, ім'я, по батькові        | Дата визнання обраним | Освіта  | Партійна приналежність | Відомості про обраного депутата                                       |
| --------------- | ---------------------------------- | --------------------- | ------- | ---------------------- | --------------------------------------------------------------------- |
| Народна Партія  |                                    |                       |         |                        |                                                                       |
| 6               | Реній Петро Леонідович             | 02.11.2010            | вища    | член Народної партії   | ТОВ"Рожнівка — Агро", зав.зернотоком                                  |
| 10              | Щирей Ольга Павлівна               | 02.11.2010            | вища    | член Народної партії   | Рожнівська загальноосвітня школа, директор                            |
| 13              | Яцеленко Валентина Олексіївна      | 02.11.2010            | середня | член Народної партії   | тимчасово не працює                                                   |
| Партія регіонів |                                    |                       |         |                        |                                                                       |
| 1               | Кичка Анатолій Григорович          | 02.11.2010            | середня | член Партії регіонів   | ПСП «Фортуна», комбайнер                                              |
| 2               | Харченко Микола Миколайович        | 02.11.2010            | середня | член Партії регіонів   | Рожнівське СТ, голова                                                 |
| 3               | Шарудило Ольга Миколаївна          | 02.11.2010            | вища    | член Партії регіонів   | Рожнівська загальноосвітня школа, вчитель                             |
| 4               | Глухенький Олександр Володимирович | 02.11.2010            | середня | член Партії регіонів   | тов"Рожнівка -Агро", бригад ир                                        |
| 5               | Буренко Наталія Григорівна         | 02.11.2010            | середня | член Партії регіонів   | ВАТІчнянськийЗСіМ, прийма льник                                       |
| 7               | Бережний Юрій Володимирович        | 02.11.2010            | вища    | член Партії регіонів   | ТОВ"Рожнівка — Агро", гол. інженер                                    |
| 8               | Тютюнник Ольга Миколаївна          | 02.11.2010            | середня | член Партії регіонів   | Рожнівськи ЙДНЗ, завідувачка                                          |
| 9               | Шарудило Віктор Петрович           | 02.11.2010            | середня | член Партії регіонів   | приватний підприємець                                                 |
| 11              | Мілютенко Віра Олексіївна          | 02.11.2010            | середня | позапартійна           | пенсіонер                                                             |
| 14              | Триголов Володимир Михайлович      | 02.01.2011            | вища    | член Партії регіонів   | ТОВ «Рожнівка-агро», водій                                            |
| Самовисування   |                                    |                       |         |                        |                                                                       |
| 12              | Качило Галина Григорівна           | 02.01.2011            | середня | позапартійна           | Рожнівська загальноосвітня школа І-ІІІ ст., вчитель початкових класів |